# Новий закривавлений кинджал
«Новий закривавлений кинджал» (англ. CWA New Blood Dagger) — одна з літературних премій британської Асоціації письменників детективного жанру, якою нагороджуються письменники, детективні твори яких раніше не були опубліковані. Вручається в пам'ять засновника Асоціації Джона Крізі, тому раніше була відома як «Меморіальна нагорода Джона Крізі» (англ. The John Creasey Memorial Award). Видавництво Chivers Press було спонсором із моменту запровадження премії упродовж 1973—2002 років. BBC Audiobooks була спонсором у 2003 році.

## Переможці
1970-і роки
- 1973 — Don't Point That Thing at Me (Не наводьте на мене цю річ), Kyril Bonfiglioli[en] (Кіріл Бонфігліолі)
- 1974 — The Big Fix (Велике виправлення), Roger L. Simon[en] (Роджер Л. Саймон)
- 1975 — Acid Drop (Крапля кислоти), Sara George (Сара Джордж)
- 1976 — Death of a Thin-Skinned Animal (Смерть тонкошкірої тварини / Професіонал), Patrick Alexander[en] (Патрік Александер)
- 1977 — The Judas Pair[en] (Пара Юди), Jonathan Gash[en] (Джонатан Геш)
- 1978 — A Running Duck (Качка, що біжить), Paula Gosling[en] (Пола Гослінг)
- 1979 — Saturday of Glory (Субота слави), David Serafin (Девід Серафін)

1980-і роки
- 1980 — Dupe (Обман), Liza Cody[en] (Ліза Коді)
- 1981 — The Ludi Victory (Перемога Луді), James Leigh (Джеймс Лей)
- 1982 — The Night the Gods Smiled (Ніч, коли боги посміхнулися), Eric Wright[en] (Ерік Райт)
- 1983 — The Ariadne Clue (Підказка Аріадни), Carol Clemeau (Керол Клімю)
- 1984 — A Very Private Enterprise (Дуже приватне підприємство), Elizabeth Ironside[en] (Елізабет Айронсайд)
- 1985 — The Latimer Mercy (Милосердя Латімера), Robert Richards (Роберт Річардс)
- 1986 — Tinplate (Жерсть), Neville Steed (Невілл Стід)
- 1987 — Dark Apostle (Темний апостол), Denis Kilcommons (Деніс Кілкоммонс)
- 1988 — Death's Bright Angel (Світлий ангел смерті), Janet Neel Cohen, Baroness Cohen of Pimlico[en], (Джанет Ніл)
- 1989 — A Real Shot in the Arm (Справжній постріл у руку), Annette Roome (Аннетт Румі)

1990-і роки
- 1990 —  Postmortem (Посмертний висновок), Патрісія Корнвелл (Patricia Cornwell})
- 1991 — Devil in a Blue Dress[en] (Диявол одягається у блакитне), Волтер Мослі (Walter Mosley)
- 1992 — The Ice House[en] (Крижаний будинок), Мінетт Волтерс (Minette Walters)
- 1993 — премію не присуджено
- 1994 — Big Town (Велике місто), Doug J. Swanson (Даг Д. Свенсон)
- 1995 — One for the Money[en] (Одна за гроші), Janet Evanovich[en] (Джанет Івановіч) та A Grave Talent (Надзвичайний талант), Laurie R. King[en] (Лорі Р. Кінг)
- 1996 — премію не присуджено
- 1997 — Body Politic (Політика тіла), Paul Johnston (Пол Джонстон)
- 1998 — Garnethill (Гарнетгілл), Деніз Міна (Denise Mina)
- 1999 — Lie in the Dark (Лежати у пітьмі), Dan Fesperman[en] (Дан Фесперман)

2000-і роки
- 2000 — God Is a Bullet (Бог — це куля), Boston Teran[en] (Бостон Теран)
- 2001 — The Earthquake Bird[en] (Птах землетрусу), Susanna Jones[en] (Сюзанна Джонс)
- 2002 — The Cutting Room[en] (Кімната для різання), Louise Welsh[en] (Луїза Велш)
- 2003 — Mission Flats (Квартири місії), William Landay[en] (Вільям Лендей)
- 2004 — The Whaleboat House[en] (Вельботовий будинок), Mark Mills[en] (Марк Міллс)
- 2005 — Running Hot (Гаряче біжить), Dreda Say Mitchell[en] (Дреда Сей Мітчелл)
- 2006 — Still Life (Натюрморт), Луїза Пенні (Louise Penny)
- 2007 — Sharp Objects (Гострі предмети), Ґіліян Флінн (Gillian Flynn)
- 2008 — The Bethlehem Murders (Бетлемські вбивства), Matt Rees[en] (Мет Різ)
- 2009 — Echoes from the Dead (Відлуння мертвих),  Юхан Теорін (Johan Theorin)

2010-і роки
- 2010 — Acts of Violence (Акти насильства), Ryan David Jahn[en] (Райян Девід Ян)
- 2011 — Before I Go to Sleep[en] (До того, як я засну), S. J. Watson[en] (Сі Джей Вотсон)
- 2012 — A Land More Kind than Home (Земля добріша за домівку), Wiley Cash[en] (Вайлі Кеш)
- 2013 — Norwegian by Night (Норвежці вночі), Derek B. Miller[en] (Дерек Б. Міллер)
- 2014 — The Axeman's Jazz (Джаз лісоруба), Ray Celestin (Рей Селестін)
- 2015 — Fourth of July (Четверо від липня), Smith Henderson (Сміт Гендерсон)
- 2016 — Dodgers (Спритники), Bill Beverly[en] (Білл Беверлі)
- 2017 — Tall Oaks (Високі дуби), Chris Whitaker[en] (Кріс Вайтекер)
- 2018 — Lola (Лола), Melissa Scrivner Love (Меліссі Скрівнер Лав)
- 2019 — Scrublands[en] (Кустарники), Chris Hammer[en] (Кріс Гаммер)
- 2020 — The Man on the Street (Людина на вулиці), Trevor Wood (Тревор Вуд)
- 2021 — The Creak on the Stairs (Скрип на сходах), Eva Björg Ægisdóttir (Єва Бйорг Егісдоттір)